# Strawinskylaan
De Strawinskylaan is een verhoogde straat in stadsdeel Zuid in Amsterdam. De laan is per raadsbesluit van 13 september 1972 vernoemd naar de Russische componist Igor Stravinsky (1882-1971). Het bijbehorend voet- en fietspad Strawinskypad ligt op maaiveldniveau ten noorden van de laan. Na de opening verdween het doorgaande verkeer uit de noordelijk gelegen Prinses Irenestraat die een woonstraat werd. De straat functioneert sinds 2000 als bus en sinds 2007 ook als tramstation van station Amsterdam Zuid. De Strawinskylaan is de belangrijke verbindende factor in de naar het straat vernoemde projectgebied Strawinsky als onderdeel van project Zuidas, een hoogstedelijk centrumgebied voor Amsterdam.

## Ligging
De Strawinskylaan (en -pad) loopt van de Beethovenstraat westwaarts naar de torens van de Rechtbank Amsterdam aan de Parnassusweg. De laan vormt de noordelijkste grens van dat gebied. Tot de opening was de ten noorden gelegen Prinses Irenestraat de doorgaande route voor het verkeer en openbaar vervoer tussen de Beethovenstraat en Parnassusweg. Naast viaduct 863 die het Zuidplein met het Prinses Amaliaplein verbindt is in 2018 ondergrondse fietsenstalling Strawinskylaan is geopend.

## Viaducten

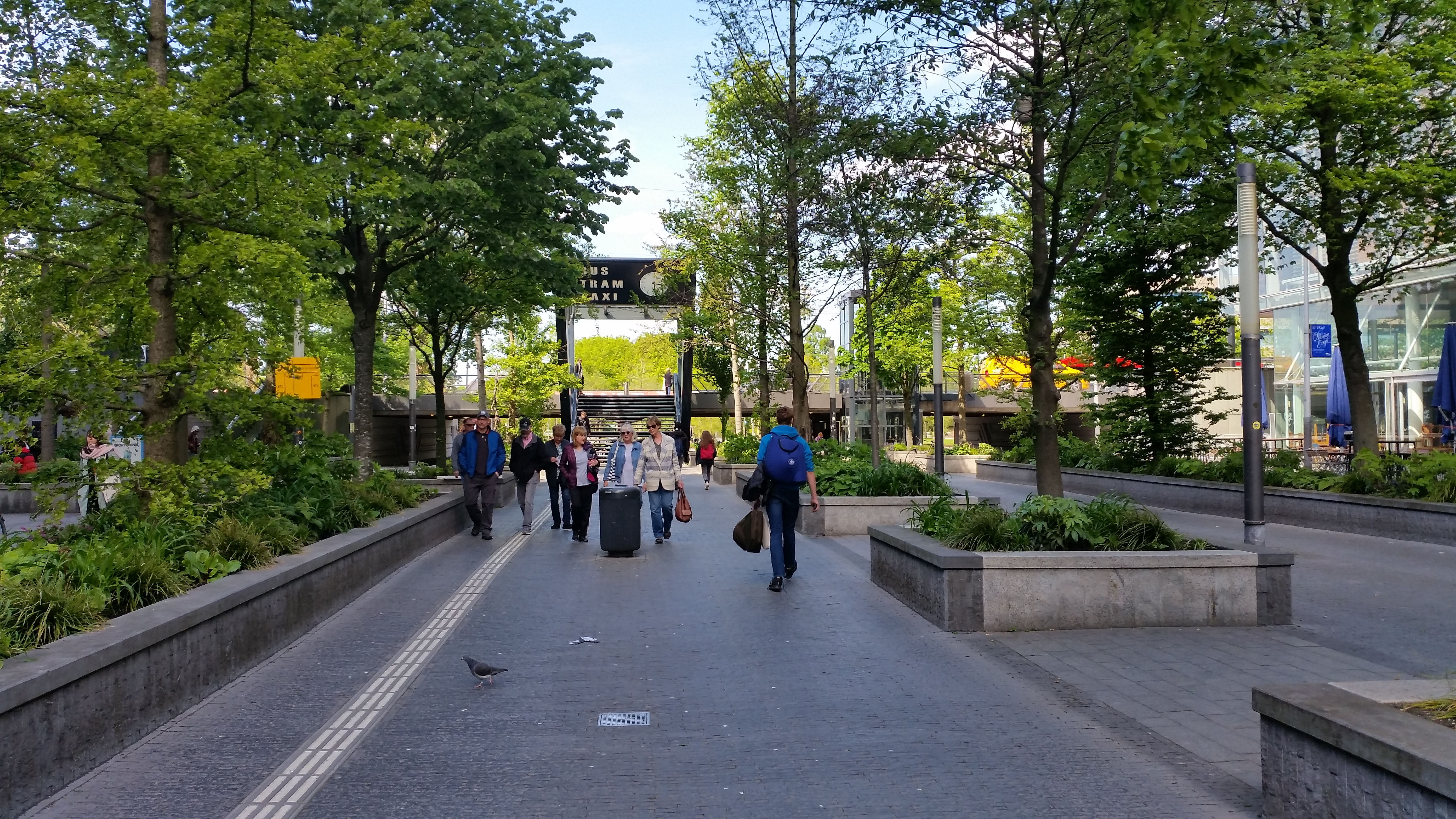
De Strawinskylaan (brug 863) gezien vanaf het Zuidplein

Door de laan op een verhoogd dijklichaam/plateau aan te leggen werden gescheiden verkeersstromen gerealiseerd. Voor voetgangers en fietsers werd het op maaiveldniveau liggende Strawinskypad aangelegd. Dit had wel tot gevolg dat aan het begin, in het midden en aan het eind kunstwerken geplaatst moesten worden. Dat gebeurde niet alleen bij kruisingen (voet- en fietstunnels), maar ook drie keer voor bedrijven (van oost naar west). Omdat de verhoogde weg een visuele en fysieke barrière vormt tussen de gebieden ten noorden en zuiden ervan, en omdat de relatief lagen jaren-70-viaducten niet ideaal zijn uit oogpunt van het gevoel van sociale veiligheid, is overwogen om de huidige weg te slopen en op maaiveldniveau terug te leggen. Echter werd door negatieve effecten zoals hoge kosten, hoge mate van bouwoverlast en het mengen van nog meer voetgangers over de rijbanen van het tram- en busstation als te onwenselijk beschouwd.

### Viaducten van de Strawinskylaan
- bij de kruising met de Beethovenstraat zijn dat brug 864 en brug 866
- een toerit naar het Strawinskyhuis
- bij station Amsterdam Zuid/Zuidplein brug 863
- een toerit naar de Assurantiebeurs
- bij de Eduard van Beinumstraat (brug 860) en een toerit naar de NMB (brug 861)
- bij de kruising met de Parnassusweg brug 857, brug 858 en brug 859.

### Brug 860 en 861
Brug 860 werd een onderdoorgang voor voetgangers en fietsers komend vanaf de Minervalaan, die naar de Eduard van Beinumstraat moesten. Aan die straat op huisnummer 2 was gevestigd een hoofdkantoor van de Nederlandsche Middenstandsbank (later gestript en verbouwd tot het huidige Atrium). In 2019 is de tunnel al jaren ontoegankelijk gemaakt door traliewerken. Vanaf het voormalige bus/tramstation liep brug 861 naar de NMB; dit viaduct verdween bij een van de herinrichtingen. Beide bruggen kwamen uit de koker van Dirk Sterenberg van de Dienst der Publieke Werken.

## Gebouwen

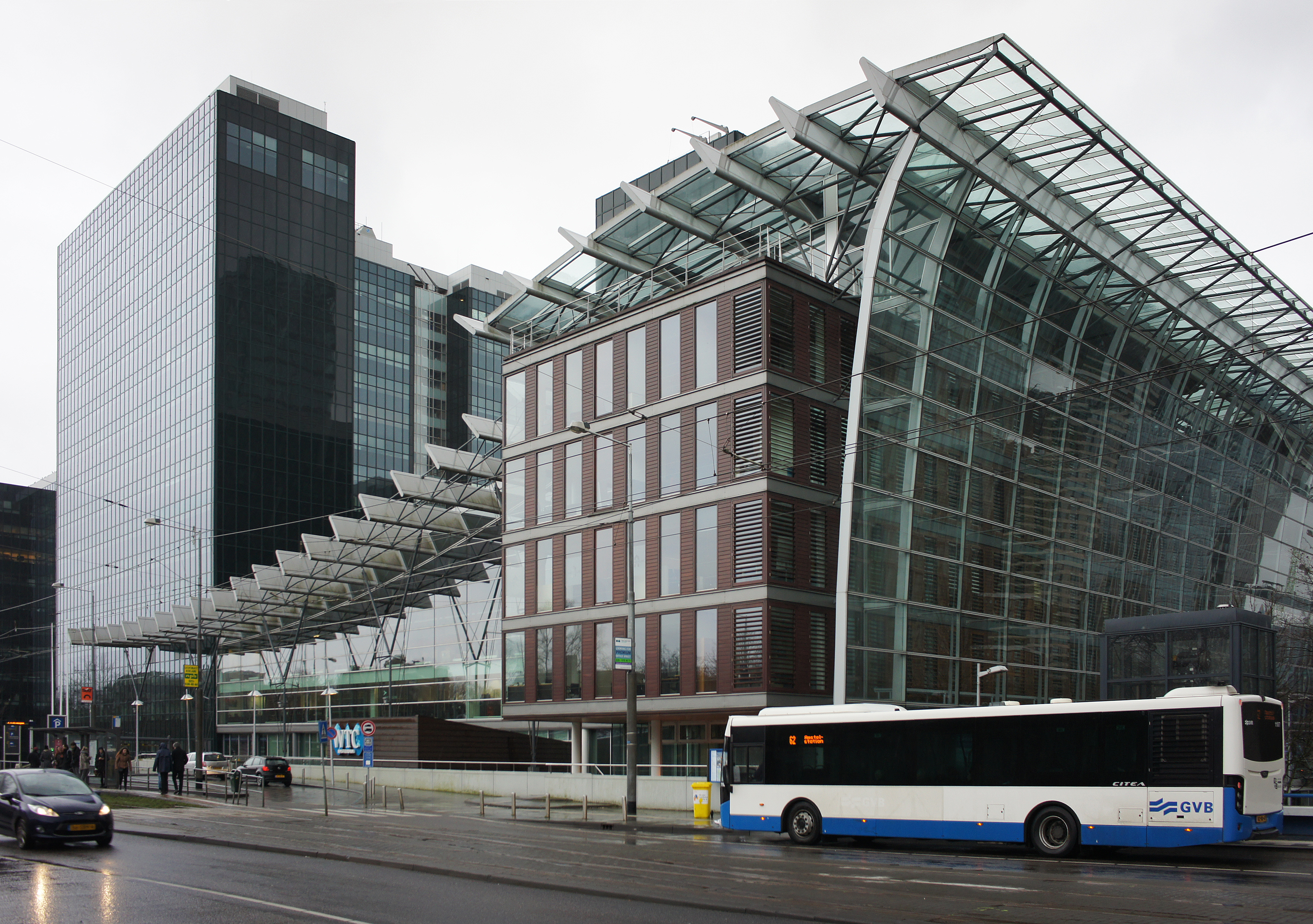
WTC (februari 2016)

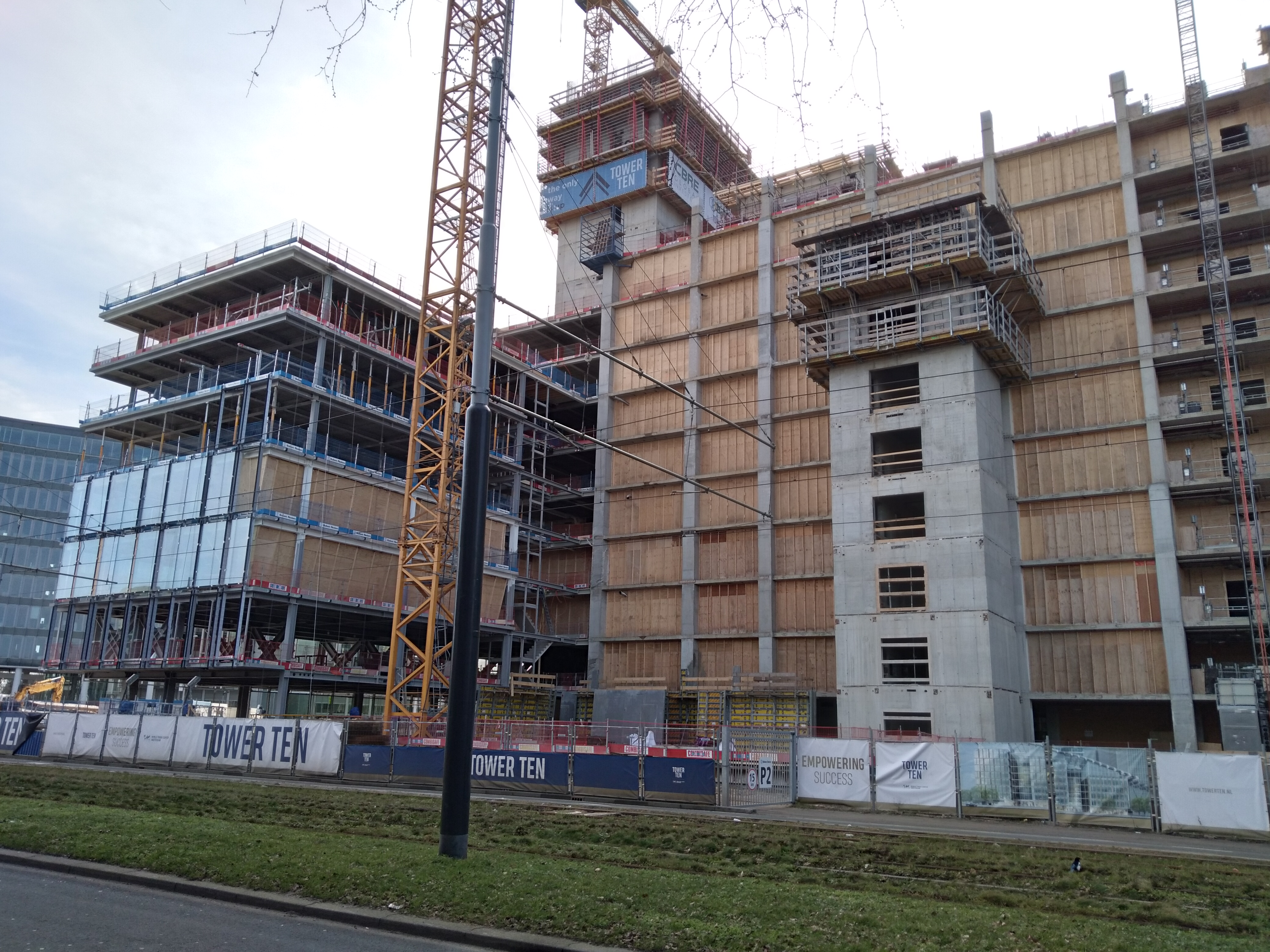
WTC Tower Ten met entrees aan de straat in aanbouw (2021)

Aan de Strawinskylaan staan alleen kantoren. De eerste gebouwen werden in de jaren 1970 aan de verhoogde weg neergezet. Alle gebouwen worden inmiddels gerenoveerd of zijn al (meermaals) uitgebreid. Aan de noordelijke zijde werden enkele gebouwen door middel van kleine viaducten over het tussenliggende fietspad direct met hun parkeergarage aan de straat verbonden. Zij hebben echter merendeel hun adres aan de Prinses Irenestraat. Aan de zuidelijke zijde bouwde de NMB-bank het eerste kantoor, wat inmiddels meermaals uitgebreid is en nu Atrium heet. Daarnaast werden het complex De Tweeling en kantoorgebouw Blauwe Engel gebouwd, nu beter bekend als 2Amsterdam en het World Trade Center Amsterdam. Aan de zuidelijke kant krijgen gebouwen na een uitbreidingen meer voetgangerstoegangen direct aan de straat.

### Lijst van gebouwen in Strawinsky
| Naam                     | Hoogte | Verdiepingen | Gebouwd | Verbouwd |
| ------------------------ | ------ | ------------ | ------- | -------- |
| WTC, H-toren             | 105 m  | 25           | 2004    |          |
| WTC Tower Ten            | 90 m   | 22           |         |          |
| 2Amsterdam               | 75 m   | 19           | 1992    |          |
| Atrium                   | 68 m.  | 12           | 1972    | 2018     |
| WTC, E-toren Kempen & Co | 65 m   | 17           | 2002    |          |
| WTC, B-toren             | 61 m   | 17           | 1985    | 2004     |
| WTC, C-toren             | 61 m   | 17           | 1985    |          |
| WTC, A-toren             |        | 12           | 1985    | 2004     |
| Strawinskyhuis           |        | 4            | 1974    |          |
| PI59                     |        | 5            | 1972    | 2024     |
| Goede Doelen Loterijen   |        | 4            | 2018    | 2018     |
| Strawinskylaan 10        |        | 3            | 1988    | 2018     |

## Openbaar vervoer

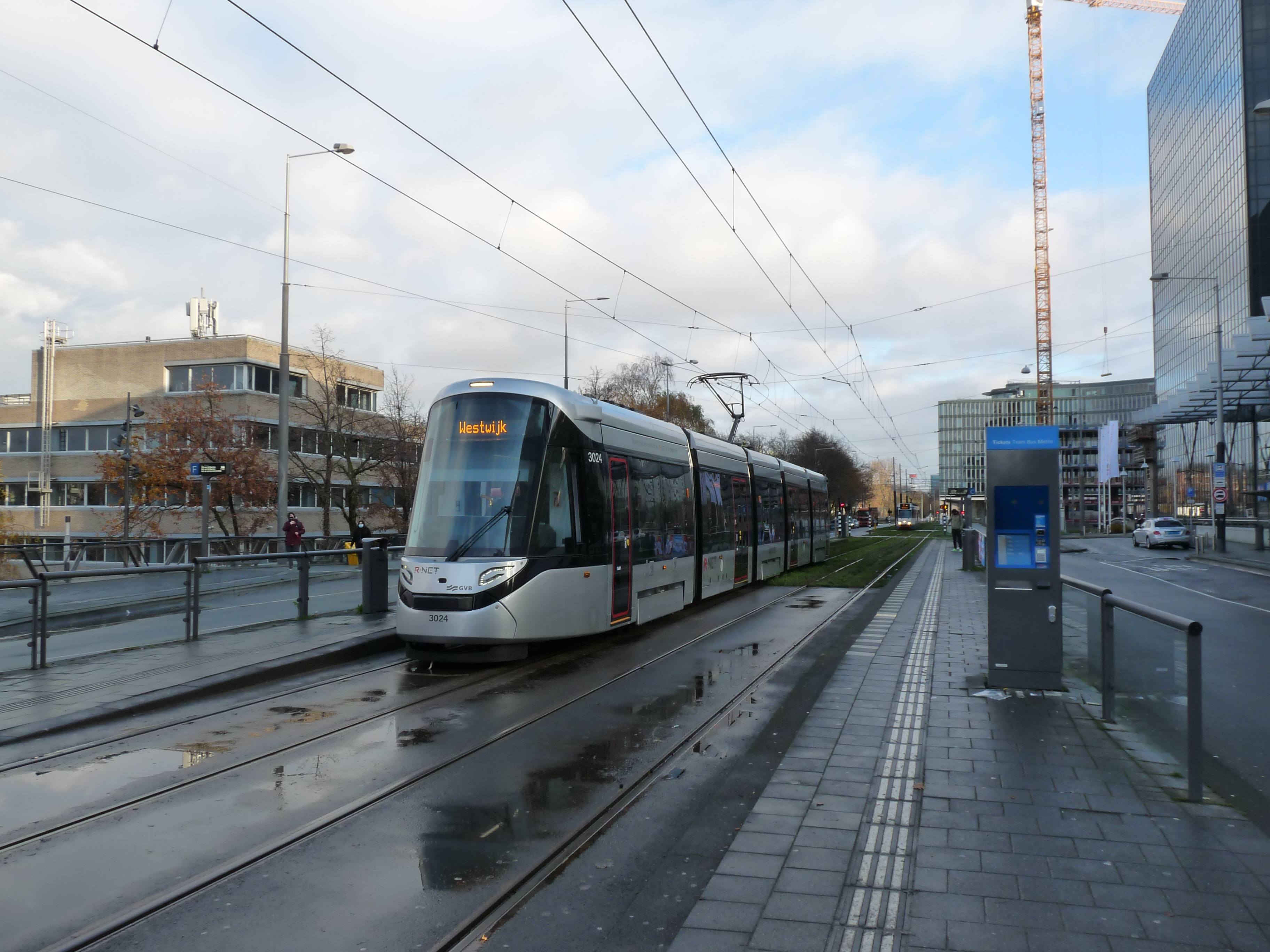
Tramhalte Station Zuid

Door de straat rijden tramlijn 5, buslijn 62, 221 en 321 en hebben tram 25 en verschillende buslijnen hun eindhalte (GVB lijnen 15, Connexxion/Transdev lijnen 178, 198 en 346). De trambaan ligt in de middenberm in een grasbed en ten oosten van de tramhalte is een speciaal extra kopspoor aangelegd ten behoeve van de Amsteltram dat van 27 mei 2019 tot en met 6 november 2020 alvast door tram 6 werd gebruikt. De buslijnen halteren aan beide zijden aan het trottoir. In het midden van de straat verbindt een zebrapad alle bus- en tramperrons met een trap naar het Zuidplein.

## Galerij

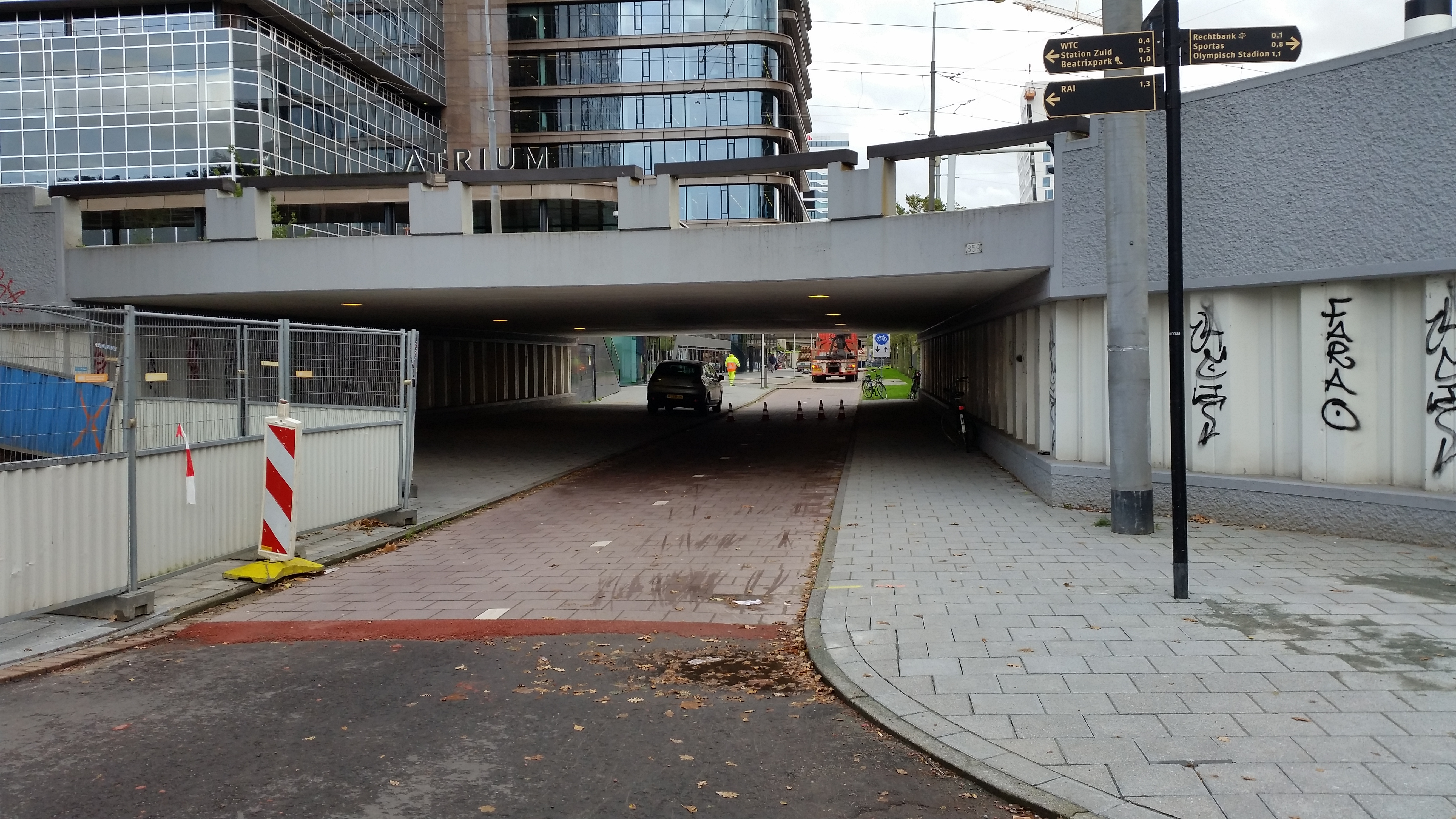
Brug 859 tussen Strawinskypad en Atrium, langs verhoogde Parnassusweg
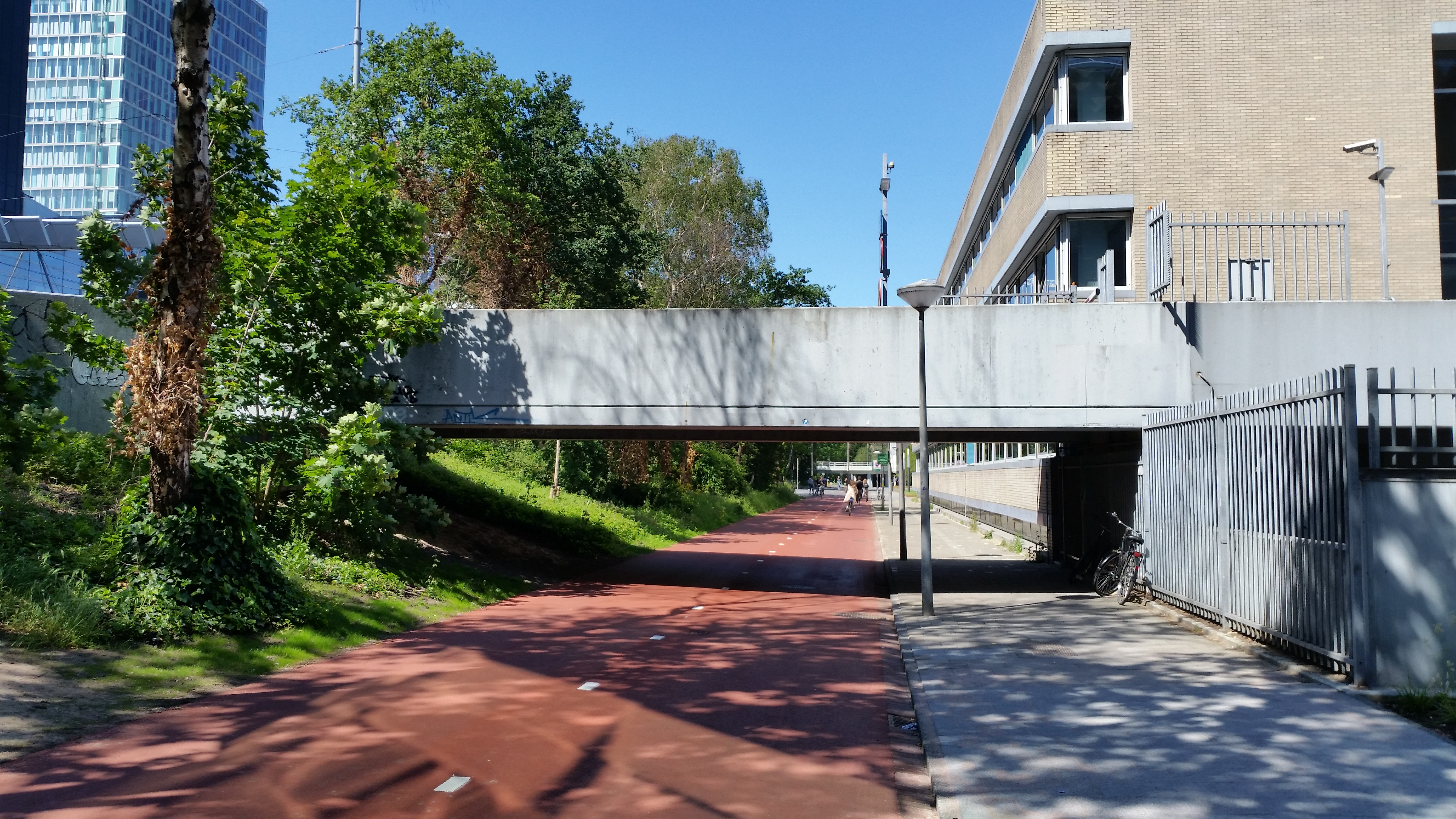
Viaduct naar het Strawinskyhuis
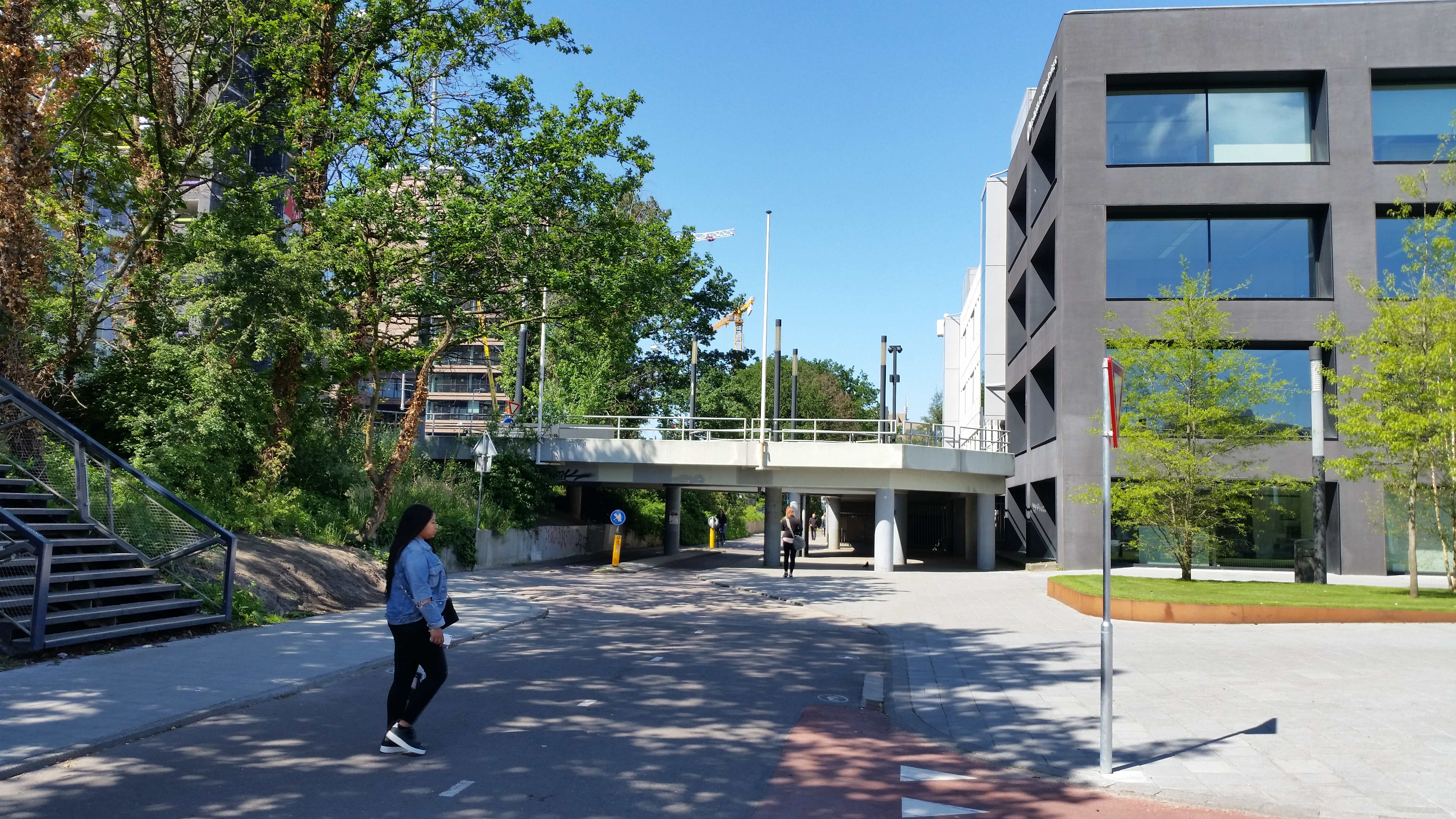
Viaduct naar Strawinskylaan 10
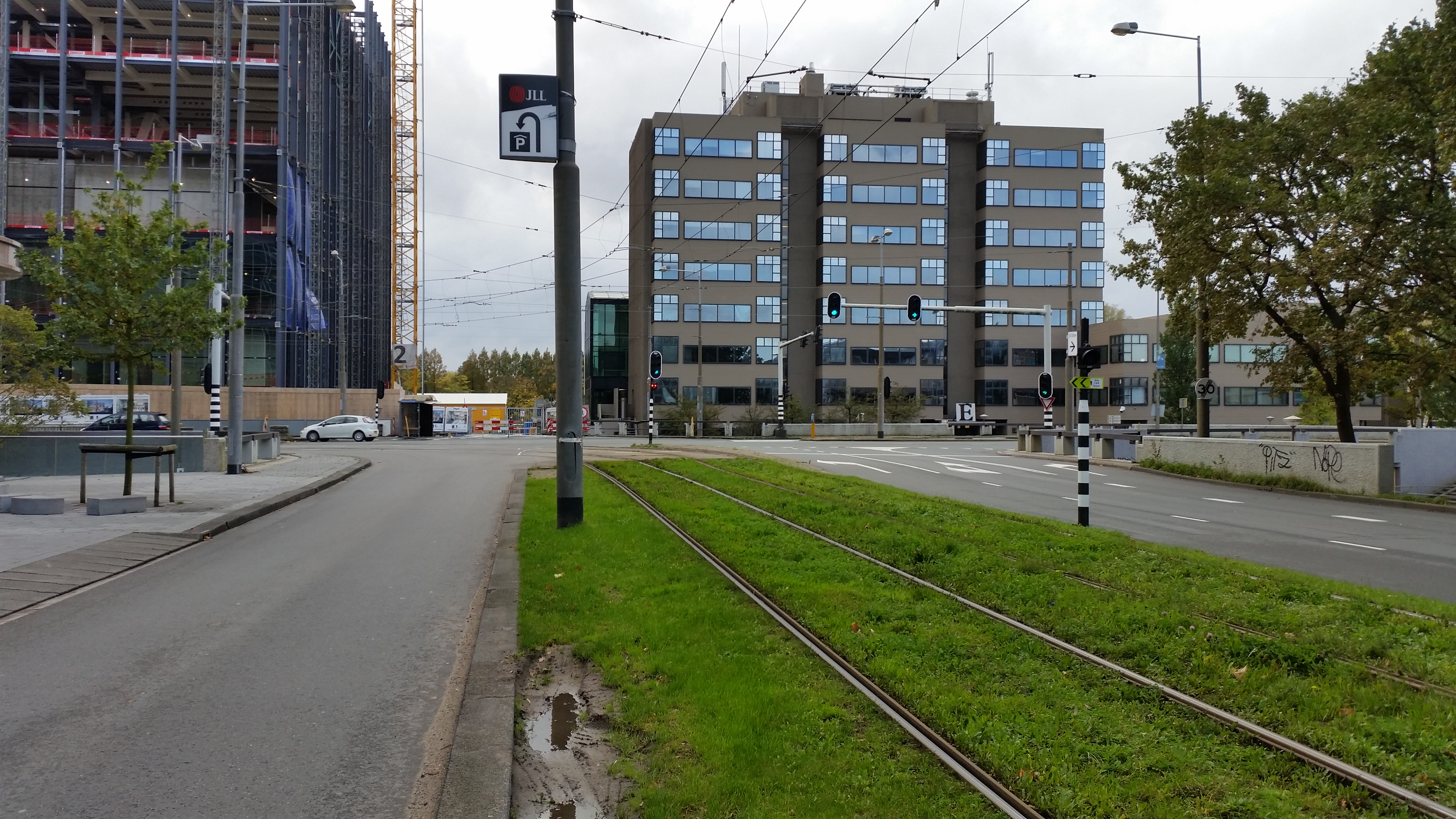
Het westelijke einde van de straat met het kruispunt Parnassusweg en met Rechtbank Amsterdam
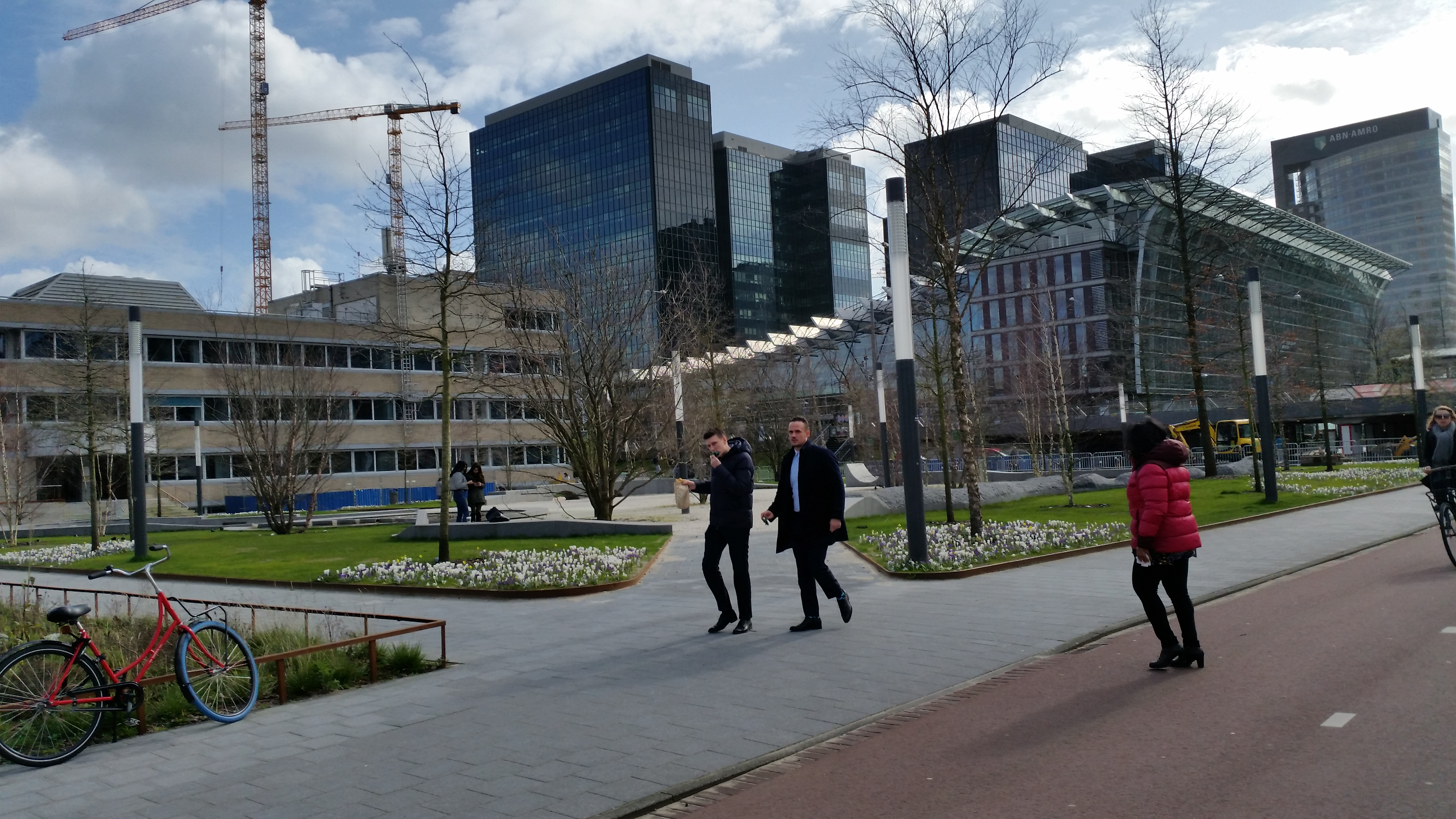
De Strawinskylaan en zijn bebouwing gezien vanuit de Prinses Irenestraat en het Prinses Amaliaplein

Beethoven · Fred. Roeskestraat · Gershwin · Kenniskwartier · Kop Zuidas · Mahler4 · Parnas · RAI Amsterdam · Ravel · Strawinsky · Verdi · Vivaldi
<<< · 801 · 802 · 803 · 804 · 805 · 808 · 811 · 812 · 813 · 814 · 815 · 816 · 817 · 818 · 819 · 820 · 821 · 822 · 823 · 824 · 825 · 826 · 827 · 828 · 829 · 830 · 831 · 832 · 833 · 834 · 835 · 836 · 837 · 838 · 839 · 840 · 841 · 842 · 844 · 845 · 846 · 848 · 849 · 850 ·  854 · 856 · 857 · 858 · 859 · 860 · 863 · 864 · 865 · 866 · 867 · 868 · 869 · 870 · 871 · 872 · 873 · 875 · 876 · 877 · 889 · 890 · 891 · 892 · 893 · 895 · 896 · 897 · 898 · 899 · >>>
Brugnummers 800, 806, 807, 809, 810, 843 (gesloopt, Uilenstede, Amstelveen), 847 (Uilenstede, Amstelveen) , 851 (gesloopt, Dirk Sterenberg), 852 (gesloopt, Dirk Sterenberg), 853 (gesloopt, Dirk Sterenberg), 855, 861, 862, 874, 878, 879, 880, 881, 882, 883, 884, 885, 886, 887, 888, 894 zijn niet (meer) vergeven.